# Gerry McGee
Gerald James "Gerry" McGee (17 de noviembre de 1937-12 de octubre de 2019) fue un guitarrista estadounidense de rock. Conocido por haber sido el guitarrista principal, bajista y vocalista de The Ventures.

## Biografía

### Primeros años
Con un padre que era un conocido violinista en el mundo de la música cajún, estuvo rodeado de música cajún, country y blues desde una edad temprana. Aunque no empezó a tocar la guitarra hasta los 14 años.

### Carrera
Con el tiempo se convirtió en un músico de estudio, grabando, sesionando y haciendo giras con Bobby Darin, Elvis Presley, Willie Nelson, John Mayall, The Monkees, Trini Lopez y muchas otras. grabaciones, sesiones y giras.
En 1968, mientras tocaba en el álbum de debut de Delaney & Bonnie, fue invitado por un amigo a hacer una prueba para los Ventures, de los que Nokie Edwards se había marchado (habiendo actuado previamente en el Sea Witch Club de Los Ángeles). El hermano menor de Mel Taylor, Larry Taylor, que más tarde se uniría a Canned Heat, como "Bambi North", por lo que inevitablemente tenía conexiones con los Ventures. Tras unirse a los Ventures, aportó un nuevo estilo al grupo, trayendo consigo el gusto por el rhythm & blues y el blues, así como por las canciones japonesas como "Love in Kyoto" y "Ame no Midosuji".
En 1972, la banda dejó Ventures y volvió a trabajar en el estudio y en las sesiones, pero se les acercó Mel Taylor, que había dejado Ventures para "probar un estilo musical diferente", para unirse a Bill Lincoln, John Daryl y Bob Spalding. para formar Mel Taylor & The Dynamics en 1973. Cuando el grupo llegó por primera vez a Japón, fue anunciado como "dos Ventures que llegan a Japón", pero no recibió mucha aclamación. Más tarde, cuando Joe Baril fue despedido de Ventures, Taylor volvió a Ventures, y Mel Taylor & The Dynamix se disolvió espontáneamente. Maggie volvió al estudio y al trabajo de sesión
En 1984, Bob Bogle no pudo salir de gira con los Ventures debido a una repentina enfermedad, por lo que Maggie se unió a la gira como bajista para apoyarle. Sus apariciones en el escenario ese año incluyeron un dúo de guitarra acústica con Nokie Edwards, y el cambio de funciones de guitarra principal con Edwards en ciertas canciones.
En 1985, Edwards volvió a dejar los Ventures y Maggie se reincorporó como su sustituta. Desde entonces, sigue siendo el guitarrista principal de los Ventures.
Además de su trabajo con los Ventures, Magee también ha tocado con B. B. King y Eric Clapton, además de  aparecer en el Japan Blues Carnival como líder de la "Jerry Magee Blues Band". y Eric Clapton. En el Japan Blues Carnival, su hijo Kane McGee (que tocaba en el grupo Pedestrian antes de dejarlo) se unió a él en la batería.
Hasta la fecha ha publicado tres álbumes en solitario. Su debut en solitario, "Friends From A Distance",  contó con invitados como Rita Coolidge y Bobby Womack, y se adentró en la música Blues y Cajun, incluyendo slide guitar y Armónica arpa de blues . Desde entonces también ha abarcado una amplia gama de música de raíz, incluyendo el jazz y el country.
En el año 2008, fue incluido junto a sus compañeros de The Ventures en el Salón de la Fama del Rock and Roll.

### Problemas de salud y fallecimiento
Durante la gira de 2017 en Japón, cayó enfermo hacia el final de la misma y fue hospitalizado de urgencia. Como sustituto de emergencia, se incorporó el bajista Luke Griffin, que había sido miembro de apoyo en los conciertos de Estados Unidos, pero se anunció que no se uniría a la banda en futuras giras, alegando un deterioro de la forma física debido a la edad.
En octubre de 2019, visitó Japón durante una larga temporada en solitario, pero durante la gira sufrió un ataque al corazón y fue trasladado de urgencia a un hospital de Tokio, donde falleció cuatro días después, el 12 de octubre del mismo año al edad de ochenta y un años. Su funeral se celebró en Japón solamente con su familia y voluntarios japoneses muy cercanos, y su cuerpo fue incinerado en el Kirigaya Saiban de Tokio.

## Equipo utilizado
Fender
- Fender, Stratocaster, modelo Eric Clapton[9]
- Fender Japan Telecaster, modelo Gerry Magee
- Fender Japan Stratocaster Gerry Magee Model
  - A diferencia del modelo Clapton, este modelo tiene una cola dura (sin trémolo).
- Fender Japan Ventures Model Stratocaster.
- Fender Jazz Bass
- Fender Precision Bass

Gibson
- Gibson Les Paul
  - Cuerpo superior de oro. Se modificó para cambiar la fase de las pastillas, y en un momento dado se le instaló un Bigsby "pedal de palma".
- Gibson Chet Atkins modelo CE (elegato)

Aria
- Aria, Sand Viper (guitarra eléctrica acústica).[10]
- Guitarra y bajo modelo Aria AP Ventures

Otros'
- Combat Jerry Magee modelo
- Sitar eléctrica[11]
  - Dan Electro de Coral Sitar y Jerry Jones.[12]

## Episodio
- Participó en el álbum de debut de Delaney & Bonney "The Original Delaney & Bonney". Más tarde, Eric Clapton también participó en el álbum "On Tour" de Delaney & Bonney.[13]
- También ha realizado trabajos de interpretación en su América natal. La mayoría son papeles menores, pero se le puede ver en películas como Birth of a Star (donde toca la guitarra principal en el escenario) y Convoy.